# Свободная экономическая зона Манауса
Свободная экономическая зона Манауса (порт. Zona Franca de Manaus, ZFM) — одна из «свободных зон» Бразилии. Расположена в штате Амазонас в северной части страны и включает в себя его центр и самый крупный город Манаус. Была основана 28 февраля 1967 г., став первой экономической зоной, основанной в Бразилии. Получив значительные значительные экономические преимущества (налоговые и торговые льготы, освобождение всех импортных товаров и компонентов от импортных пошлин), свободная экономическая зона стала ведущим в стране производителем вычислительной техники, компьютеров и мобильных телефонов. Основной задачей создания свободной экономической зоны стало ускорение развития отстающего от главных экономических центров страны региона бассейна Амазонки. Сейчас Манаус — один из важнейших промышленных центров Бразилии. Для его электроснабжения построена ГЭС Балбина, в Манаусе находится единственный в регионе нефтеперерабатывающий завод.